# Tamboret
|  | Per a altres significats, vegeu «Tamboret (nàutica)». |

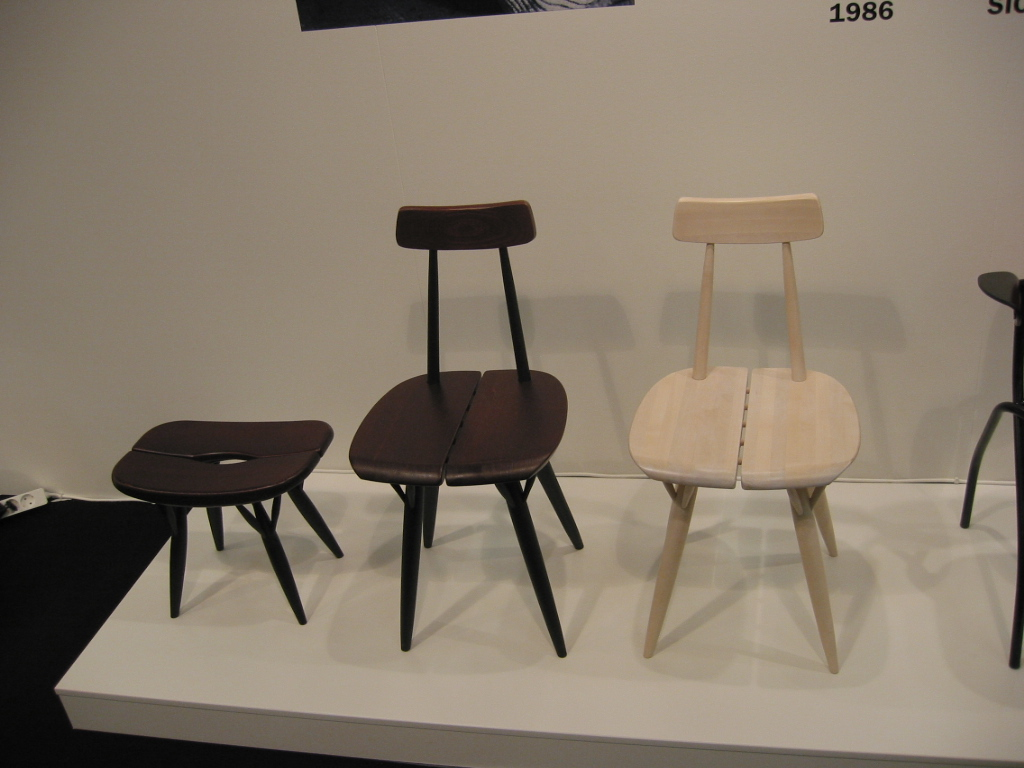
D'aquesta sèrie de seients, el primer per l'esquerra és un tamboret.

Un tamboret o escambell és una cadira sense respatller ni posabraços format per 3 o 4 peus depenent del tamboret; aquest pot tenir alçades molt variades depenent de l'ús que se'n vulgui fer. Els tamborets sovint són utilitzats en bars i discoteques, ja que el poc espai que ocupen i l'alçada que tenen els fa adients per prendre alguna beguda sobra la barra. També és habitual la utilització d'aquests per tocar el piano encara que són molt més baixos que els citats anteriorment.